# Gotra unicolor
Gotra unicolor là một loài tò vò trong họ Ichneumonidae.